# Delicious
Delicious là một dịch vụ web đánh dấu trang xã hội dùng để lưu trữ và chia sẻ các trang web. Trang web được phát triển bởi Joshua Schachter và Peter Gadjokov vào năm 2003 và được tập đoàn Yahoo mua lại vào năm 2005. Yahoo sau đó đã bán lại Delicious cho hệ thống AVOS vào tháng 4 năm 2011, và đã hoạt động trở lại như một phiên bản beta vào ngày 27 tháng 9 cùng năm. Vào tháng 5 năm 2014, một lần nữa Delicious được bán lại cho tập đoàn Science bởi AVOS. Vào tháng 1 năm 2016, Delicious Media tuyên bố họ đã nắm quyền kiểm soát dịch vụ này.
Vào ngày 1 tháng 6 năm 2017, Delicious đã được Pinboard mua lại, và trở thành trang web chỉ đọc (read-only) vào ngày 15 tháng 6. Kể từ tháng 8 năm 2019, trang web Delicious chính thức không còn hoạt động.

## Tên gọi
Cái tên Del.icio.us đã được đặt bởi chính nhà phát triển Joshua Schachter. Vào ngày 6 tháng 9 năm 2007, chính Schachter cũng tuyên bố sẽ đổi tên trang web thành "Delicious" khi nó được thiết kế lại. Tuy nhiên vào tháng 1 năm 2016, bản thay đổi trên trang web Delicious đã được công bố, trong đó có cả việc chuyển tên trang web trở lại là "del.icio.us". Vào ngày 24 tháng 4 năm 2016, Delicious chính thức chuyển trở lại thành "del.icio.us".